# Czcij ojca swego
Czcij ojca swego (tytuł oryg. Rising Son) – amerykański telewizyjny dramat filmowy z 1990 roku w reżyserii Johna Davida Colesa.
W 1990 roku podczas 4. edycji Deauville American Film Festival John David Coles był nominowany do nagrody Critics Award.

## Fabuła
Kierownik (Brian Dennehy), mający ponad trzydziestoletnie doświadczenie, traci pracę po tym, gdy jego fabryka zostaje przejęta przez pewną japońską spółkę. Próbuje znaleźć pracę gdzie indziej, bez pozytywnych wyników. W międzyczasie jego syn (Matt Damon) odchodzi z programu kursów medycznych, na który zapisał się będąc zmuszony przez ojca. Stwierdził, że rodzina nie ma pieniędzy przez stratę pracy ojca.

## Obsada
Źródło: Filmweb

- Graham Beckel – Billy
- Ving Rhames – Ed
- Richard Jenkins – Tommy
- Brian Dennehy – Gus Robinson
- Piper Laurie – Martha Robinson
- Jane Adams – Meg Bradley
- Emily Longstreth – Carol
- Earl Hindman – Victor
- Kevin Corrigan – Danny
- Matt Damon – Charlie Robinson
- Al Hamacher – mąż
- Jan Maris – żona